# Benedicto Kocián
Benedicto Kocián Jurnecka (Tisnov, Moravia, Imperio Austro Húngaro, 28 de abril de 1891-Praga, Checoeslovaquia, 27 de julio de 1965), fue un profesor checo catalogado como el «padre del básquetbol, gimnasia y voleibol chileno», ya que los difundió y fundó sus federaciones.
Se dedicó a difundir los principios y valores de la actividad física. 
Al mismo tiempo, introdujo en la cultura Checa lo mejor de la organización “Sokol” (halcón) fundada en 1862 por Miroslav Tyrs y Jindrich Fugner siguiendo los ideales clásicos "Mens Sana in Corpore Sano". (Mente Sana en Cuerpo Sano).

## Primeros años
Su padre quería que su hijo Benedikt continuase con la fábrica de sogas que tenía en Tisnov, pero no fue así.
Desde los 13 años perteneció al movimiento Sokol de Tisnov donde en el gimnasio se distinguió realizando difíciles ejercicios de gimnasia en aparatos, caballete, argollas y paralelas. En 1912, mientras hacía el servicio militar en Budapest, se puso muy tensa la situación en Europa ya que los Serbios se oponían a pertenecer al Imperio Austro Húngaro. Sus padres, temiendo que su hijo menor fuera a una guerra, lo enviaron en barco a la Argentina. Buscando un lugar donde practicar gimnasia en aparatos, ingresa en el “YMCA”, (Asociación Cristiana de Jóvenes) de Buenos Aires donde cursó unos estudios en el “Instituto Técnico” y obtiene el título de Profesor de Educación Física en 1915. Da clases de gimnasia y enseña los deportes que se conocían en Buenos Aires, el básquetbol y el voleibol.
En 1919 el “YMCA” le envía a Chile para hacerse cargo de la sede de Valparaíso como Director Técnico, donde organiza el Departamento de basquetbol y el voleibol. Para dar a conocer éstos deportes prepara un grupo de líderes para instalar postes, cestos desmontables y hacer exhibiciones sobre estos deportes en distintos lugares del Puerto, como en plaza Victoria, en la Elipse de Playa Ancha, en Población Zorrilla, en Cancha de Carabineros y en Cerro Barón. Desde 1920 fue profesor de Educación Física en varios colegios de Valparaíso, entre ellos el colegio Mackay de Viña del Mar.
En diciembre de 1922 se realizó  
en Valparaíso el primer “Congreso Provincial del Niño” en el que expone acerca de la educación física del niño y la necesidad de extirpar los vicios de la juventud. Propuso a la Municipalidad de Valparaíso que dentro de la plaza de juegos proyectada en plaza Victoria, frente a la biblioteca Severin, considerasen instalar una cancha de basquetbol y otra de voleibol, proyecto que fue realizado posteriormente.
Representando a la “Ilustre Municipalidad de Valparaíso”, a la “Liga Contra el Alcoholismo” y a los “Boys Scouts” del Puerto, en 1923, participa en el “Congreso Mundial del Niño” celebrado en Pörtschach am Wörther See (Austria) donde presenta su trabajo y se impregna de experiencias aplicables en Chile.
Lo llaman de Buenos Aires para darle el cargo de Instructor Técnico en el “YMCA” donde, aparte de dirigir cursos de gimnasia y deportes organiza, obras sociales como la de dar cursos de gimnasia gratuitos a los niños pobres del barrio San Telmo.
En 1930 necesitando urgente un “Director Técnico” en la “YMCA” de Concepción en Chile conociendo sus atributos de liderazgo lo envían a esa ciudad para organizar las actividades de esa Institución.
Es así que se realiza allí la primera competencia de básquetbol en marzo de 1933 por la “Copa Benedicto Kocián”, donada por él y donde a la fecha compiten 16 equipos como el “Lord Cochrane”, “Gimnástico Alemán”, “Refinería de Penco”, ”Talcahuano”,etc.
A mediados de ese año lo trasladan a la capital y lo nombran Director Técnico de la YMCA de Santiago, algunos aún recuerdan como un grupo de jóvenes salían los días festivos de la sede de Arturo Prat con pantalón corto, zapatillas y una camiseta con una Y en el pecho, se dirigían a la Alameda y en la Av. Brasil se detenía el grupo, con don Benedicto a la cabeza, con palos y arcos se armaba una cancha de básquetbol, luego quitaban los palos y ponían una red y saltaban con la pelota de un lado a otro, era el voleibol que nacía en Santiago.

## Instituto Vida Sana
Fiel a sus principios de propender a la elevación física, moral, cultural y social de la juventud chilena mediante programas de gimnasia científica, deportes varios, excursiones, campamentos e introduciendo lo mejor del movimiento “Sokolino” checoeslovaco, Benedicto Kocián crea en 1934 el Instituto Vida Sana que empezó en una sala del tercer piso del Portal Fernández Concha donde en la terraza del edificio se realizaban las presentaciones de gimnasia.
En 1939 el Banco de Chile le ofrece en arriendo el 9.º piso de calle Agustinas 972, dos gimnasios con camarines, duchas, sala de examen médico, oficinas para secretaría y directiva donde empiezan a captar una gran cantidad de socios.
El 22 de junio de 1939 se constituye el Instituto VIDA SANA en una “Corporación Nacional Sin Fines de Lucro con Personalidad Jurídica” sólida base para desarrollar actividades con un selecto Directorio y un cuerpo de profesores titulados en la Universidad de Chile.

## Campamento Vida Sana
Fundó el Campamento Vida Sana en Quintero en 1934 con dos carpas en un terreno prestado por Luis Cousiño entre el mar y los pinos y en 1939 colindando con Loncura le vende 20.000 metros para instalar definitivamente un campamento donde se recibían veraneantes en períodos de 15 días, un total de cuatro periodos en cada verano y períodos cortos para Semana Santa y Fiestas Patrias, en periodos altos llegó a tener hasta 300 campistas que disfrutaron de las actividades deportivas en ese hermoso lugar playero. Famosas fueron las Fogatas Gigantes donde actuaron artistas vidasanenses como Silvia Piñeiro, Gabriel Maturana, Silvia Infantas.

## Gimnasia por radio
La Federación Chilena de Tenis le pide hacerse cargo del entrenamiento físico de Anita Lizana, tenista chilena que en 1937 llegó a ser la N.º 1 del mundo. Con las fotos de Anita Lizana, en una secuencia de posiciones de gimnasia, edita un manual para gimnasia radial que dictó durante 12 años por radio Universo.

## Obras sociales
En 1929 en el YMCA de Buenos Aires, reúne un día a 8 chicos del Barrio San Telmo y se ofrece a darles clases de gimnasia gratuitamente. Al día siguiente el número de niños participantes se había duplicado, y en menos de una semana ya asendían a los cien participantes.
En diciembre de 1930 en Concepción organiza en la YMCA la “Fiesta del Árbol de Navidad” para centenares de niños pobres.
Allí participa en la fundación del “Club de Suplementeros Jorge Williams”, en base a programas culturales y sociales.
En 1940, en Santiago de Chile, fue Director Técnico del “Hogar Modelo Pedro Aguirre Cerda” en el Parque Cousiño actual Parque O´Higgins, obra que se disolvió después bajo el presidente Juan Antonio Ríos.
Tradujo para Miguel Silva,profesor de gimnasia de Valparaíso, esquemas de gimnasia rítmica con música para niños que recibía de Checoslovaquia y su amigo se los enseñaba a los huérfanos de la “Casa de la Providencia de Valparaíso” siendo las presentaciones de Fin de Año muy alabadas por su precisión y belleza.
Decide en Santiago formar un grupo de Monitores para llegar con la práctica deportiva a los barrios marginales proyecto que fue respaldado por la Dirección de Deportes del Estado que dependía del Ministerio de Defensa.
En 1960 Vida Sana organiza en el “Teatro Central” de Santiago un Festival a beneficio de los damnificados del terremoto de Valdivia, en él intervienen elencos del “Teatro de Ensayo de la Universidad Católica”, el “Orfeón de Carabineros”, el coro yugoslavo “Yadran” y el “Instituto Vida Sana”con una demostración de sus prácticas habituales de gimnasia rítmica.
En 1965 dona un verano gratuito en el campamento para 12 niños del “Hogar de Cristo”, 20 niños pobres premiados por la radio “Minería”, 10 niños de “Sindicatos Obreros” y 9 gimnastas y líderes destacados en las actividades gimnásticas y deportivas.

## Federación de Básquetbol
Se creó en 1924 la primera Asociación de Básquetbol y Voleibol chilena en Valparaíso que el 30 de abril de 1925 despide con una comida en su honor a su fundador y primer presidente de la Asociación Benedicto Kocián por su próximo retorno a la Argentina. Posteriormente el básquetbol se independiza y cambia su nombre por Federación de Básquetbol de Chile encargada de los eventos de este deporte en Chile.

## Federación de Voleibol
En 1942 se estableció en Santiago la Asociación de Voleibol con Benedicto Kocián como el primer Presidente junto a José Grisanti como Vicepresidente.
En 1955, y como necesidad de la gran expansión del voleibol, se funda en la ciudad de Concepción pero con sede en Santiago la Federación de Voleibol de Chile “FEVOCHI” que es la encargada de organizar eventos nacionales e internacionales de este deporte donde Benedicto Kocián participó como director.

## Federación de Gimnasia
En 1954 nace en Vida Sana gracias a su gestión la “Federación Chilena de Gimnasia” quedando como el primer Vicepresidente y el mismo año la representa como juez en el primer Campeonato Sudamericano de Gimnasia realizado en Buenos Aires. En 1959 es elegido Presidente de esta Federación, acompañando a los gimnastas a una competencia Gimnástica en Lima donde resulta Chile campeón. En 1962 culmina su gestión como “Presidente de la Federación Chilena de Gimnasia” con la obtención de un valioso obsequio de aparatos gimnásticos tipo olímpico de la “Federación Gimnástica de Alemania Federal”. El mismo año consigue traer una delegación de gimnastas damas y varones alemanes organizando una serie de presentaciones a lo largo del país en cooperación con los clubes alemanes de Chile.

## Espartaquiada
Un año después lo invita el gobierno checoslovaco a presenciarla II Spartakiada Sokolina en Praga y a su vuelta a Santiago da a conocer en distintas ciudades del país la gimnasia rítmica de ese país con el cuerpo de Líderes, gimnastas destacados de Vida Sana. En 1965 lo invita nuevamente el Gobierno Checo para presenciar la III Espartaquiada donde se lucieron gimnastas de todas edades y sexo.

## Muerte
Durante su visita a Praga en 1965 sufre un infarto cardíaco en su hotel y es llevado de urgencia a una clínica, donde sobrevive durante una semana. Muere el 27 de julio de 1965. Fue incinerado con los máximos honores y sus cenizas se enviaron a Santiago de Chile donde le rindieron emotivos homenajes póstumos.

## Homenajes y reconocimientos

### En vida
En 1925 Benedicto Kocián es condecorado por el Supremo Gobierno de Chile con la medalla “Orden al Mérito Bernardo O’Higgins de tercera clase” y luego recibe la condecoración de “segunda clase” en virtud de su labor desplegada en Valparaíso
En Santiago en los diarios La Nación, El Mercurio y revistas deportivas como “Estadio” destacaron constantemente la labor de Benedicto Kocián en lo deportivo especialmente en el voleibol y en las actividades de gimnasia rítmica, en aparatos, boxeo, campamentos y excursiones que se realizaban en el Instituto Vida Sana.
En Checoslovaquia en 1965 le otorgaron la llave de la ciudad de Praga justo antes de fallecer que en forma póstuma le fue enviada a su esposa a Santiago.En el libro editado por la “Confederación Sudamericana de Voleibol” en su 45°aniversario (1946-1991) Don Pampa, (Carlos Guerrero) periodista de la revista “Estadio” escribió una larga biografía de Benedicto Kocián alabando su personalidad y su vida dedicada al deporte en Chile.
El 26 de abril de 2013 en la Embajada de la República Checa se realizó el lanzamiento del libro “Benedicto Kocián un Maestro del Deporte, Padre del básquetbol y el voleibol en Chile” escrito por Ana María Kocián su hija en el que narra con lujo de detalles interesantes episodios de la vida de su padre.

### Póstumos
En Santiago apenas supieron la noticia le rindieron homenaje los distintos diarios de la capital, de Valparaíso y Concepción. El 19 de agosto de 1995, los ex discípulos de Vida Sana junto con el embajador de la República Checa y la “Facultad de Educación Física de la Universidad Católica Blas Cañas”, le rindieron un emotivo homenaje.
El 27 de junio de 2001 en la “Universidad Católica Cardenal Raúl Silva Henríquez”, Ramón Rojas Ross-Morrey profesor de la cátedra de Gimnasia y uno de sus discípulos, organizó en su homenaje un programa con la proyección de una película documental acerca de los Sokol y un campeonato de gimnasia “Copa Benedicto Kocián”.
En Loncura, Quintero, a la avenida que colinda con el terreno donde estaba el Campamento Vida Sana, la “Municipalidad de Quintero” le puso el nombre de Benedicto Kocián.
El 28 de octubre del 2015 día de la República Checa, Tišnov le entregó la llave de la ciudad Benedicto Kocián en forma póstuma que recibió con honores su nieto Juan Carlos Torrico Kocián.